# Gregor Seyffert
Gregor Seyffert (* 1967 in Ost-Berlin) ist ein deutscher Tänzer, Regisseur und Choreograf.

## Leben
Gregor Seyffert wurde in Berlin geboren und studierte an der Staatlichen Ballettschule Berlin. Im Jahre 1987 wurde Seyffert als Solotänzer an die Komische Oper Berlin unter der Leitung des Choreografen Tom Schilling engagiert. Dort tanzte er dreizehn Jahre, seit 1991 als erster Solist. Zwischenzeitlich, 1988, arbeitete er in New York mit dem American Ballet Theatre unter der Leitung von Mikhail Baryshnikov zusammen. 1996 gründete er die Gregor Seyffert & Compagnie Berlin, mit der er im selben Jahr mit den Produktionen Über das Marionettentheater und Clown Gottes als offizieller deutscher Kulturbeitrag zu den Olympischen Spielen 1996 in Atlanta eingeladen wurde.
Gregor Seyffert ist seit 2000/2001 freischaffender Tänzer, Choreograph und Produzent. Er wurde 2002 zum Künstlerischen Leiter der Staatlichen Ballettschule Berlin und 2006 zum Professor für Bühnentanz an der Hochschule für Schauspielkunst „Ernst Busch“ Berlin ernannt. 2019 übernahm er zusätzlich die Leitung des Landesjugendballets. Im Jahre 2004 entstand die erste eigene, abendfüllende Produktion Das Paradies und die Peri in Kooperation mit dem Robert-Schumann-Festival Düsseldorf (Ausstattung, Kostüme, Video: Gottfried Helnwein). Zwischen 2004 und 2009 fungierte Gregor Seyffert als künstlerischer Direktor der Gregor Seyffert Compagnie Dessau, die im Rahmen einer Kooperation zwischen Gregor Seyffert & Compagnie Berlin und dem Anhaltischen Theater Dessau gegründet wurde. In dieser Zeit entstanden in Regie und Choreographie von Gregor Seyffert zahlreiche abendfüllende Werke wie Der kleine Prinz (2005), Tango Palast (2007), Peri – Ein Engel zwischen Himmel & Erde (2008) oder In 80 Tagen um die Welt (2009).
Das Cross-Genre-Spektakel Marquis de Sade wurde 2006 am Standort Kraftwerk Vockerode uraufgeführt und hatte zwischen 2006 und 2009 über 50.000 Besucher.

## Rechtsstreit mit dem Land Berlin
Seyffert wurde als Künstlerischer Leiter der Staatlichen Ballettschule und Schule für Artistik in Berlin zum 17. Februar 2020 durch die Berliner Senatsverwaltung für Bildung, Jugend und Familie vom Dienst freigestellt. Der Freistellung folgte eine außerordentliche Kündigung zum 8. Juni 2020 und hilfsweise zum 31. Dezember 2020 eine ordentliche. Am 28. Oktober 2020 entschied das Arbeitsgericht Berlin (Az. 60 Ca 4073/20) aus formellen Gründen, dass beide Kündigungen unwirksam seien – die außerordentliche Kündigung wegen Fristversäumnisses, die ordentliche, weil dies den Bestimmungen des Tarifvertrags zuwiderlaufen würde. Das Landesarbeitsgericht Berlin bestätigte dieses Urteil am 8. Oktober 2021 (AZ: 13 Sa 1608/20) in der Berufungsverhandlung. Revision wurde nicht zugelassen.

## Produktionen
- 1996: Fernsehdokumentation Grenzwert über die Arbeit an der Produktion Über das Marionettentheater (SFB)
- 2000: Fernsehdokumentation Gregor Seyffert – Ein Tänzer auf Achse Deutsche Welle TV
- 2002: Clown Gottes – Verloren im Wahnsinn (Film) mit dem ORB und dem WDR
- 2004: Das Paradies und die Peri (Oratorium; Inszenierung: Gregor Seyffert; Ausstattung: Gottfried Helnwein) als multimediale szenische Aufführung für das 8. Robert-Schumann-Festival in der Tonhalle in Düsseldorf
- 2005: Der kleine Prinz (Regie und Choreografie der Produktion) nach dem Buch von Antoine de Saint-Exupéry
- 2006: Donatien Alphonse François de Sade|Marquis de Sade – das spektakuläre Cross-Genre-Aktionstheater (Künstlerische Gesamtleitung, Inszenierung und Choreografie) im stillgelegten Kraftwerk Vockerode
- 2007: Tango Palast (Künstlerische Gesamtleitung/Choreografie) Koproduktion des  Kurt Weill Festes Dessau mit dem Anhaltischen Theater Dessau und der Gregor Seyffert Compagnie Dessau
- 2009: In 80 Tagen um die Welt (Konzept, Choreographie, Inszenierung) Eine Abenteuerreise nach Jules Verne am Anhaltischen Theater Dessau
- 2009: Menschensohn (Konzept, Choreographie, Inszenierung) an der Theater & Philharmonie Thüringen
- 2010: The Child’s Dream von Hanoch Levin (Choreographie) an der Tel Aviv Oper
- 2013: Wagner Reloaded – Apocalyptica meets Wagner (Konzept und Inszenierung) in der Arena Leipzig

## Auszeichnungen
- 1986: Preisträger und Gewinner des Grand Prix de Lausanne d’Or mit der Goldmedaille beim Internationalen Ballettwettbewerb Lausanne/Schweiz
- 1987: Goldmedaille und den „Preis der Stadt Dessau“ beim Nationalen Ballettwettbewerb
- 1994: Erster Preis als Partner beim Internationalen Ballettwettbewerb in Jackson (USA)
- 1994: Erster Preis als Partner beim Internationalen Ballettwettbewerb in Varna (Bulgarien)
- 1997: Gewinner des Prix Benois de la Danse-Unesco als „Weltbester Tänzer 1997“
- 1999: Titel Berliner Kammertänzer verliehen
- 2002: Deutscher Kritikerpreis in der Sparte Tanz
- 2003: Deutscher Tanzpreis